# Тодор Хаджиев
Тодор Парашкевов Хаджиев е български диригент, композитор и пианист, заслужил артист от 1950 година. Баща на композитора и музикален теоретик Парашкев Хаджиев.

## Биография
Роден е в семейството на русенски музиканти-любители и от малък започва да учи цигулка и пиано. В гимназията пее в църковен и светски хор и свири в училищния оркестър.
През 1896 година Хаджиев заминава за Прага, където учи в Консерваторията при музикални теоретици и педагози като К. Кнител, К. Щекер, Вискочил и други. Дипломира се през 1902 година. При завръщането си в Русе, започва работа като учител по пиано и теория на музиката, но също така и изнася клавирни концерти, акомпанира на български и чуждестранни изпълнители и композира. Заедно с цигуларя Александър Йорганджиев и диригента Михаил Константинов, Тодор Хаджиев основава и в продължение на една година ръководи първото музикално училище в Русе.
От 1904 година работи в София. Първоначално свири в Гвардейския оркестър, където и отбива военната си служба, а от 1905 до 1909 година е капелмайстор на Първия конен полк.
През 1909 година Хаджиев заема поста диригент на Българската оперна дружба. Има принос за постепенното оформяне на оперния оркестър като пълноценен симфоничен състав, а също и за повишаване на равнището на изпълнителското майсторство на колектива.
През Първата световна война е технически поручик, капелмайстор. За заслуги във войната е награден с два ордена „За военна заслуга“ V степен.
Между 1923 и 1926 година той е капелмайстор на Гвардейския оркестър. През следващите три години е изпратен да проучи оперното дело във Виена, Варшава, Катовице, Прага, Пилзен, Париж, Лайппциг и Дрезден. От завръщането си през 1927 до 1932 година Хаджиев работи като диригент, през част от времето – главен диригент на Народната опера. От 1935 до 1937 е диригент на основаната от него Подвижна народна опера, с която обикаля страната. Дирижира множество западноевропейски и руски класически опери, а също и произведения от български композитори. Съществена дял от тях се изпълняват под негово диригентство за първи път в България. Под негово ръководство да поставени и около 15 оперети в Свободния театър. Едновременно с това, през 1936 – 1937 година, Тодор Хаджиев ръководи и хора при дружество „Славянска беседа“ и мъжкия хор „Кавал“.
През 1937 година излиза на свободна педагогическа практика и става сътрудник на Радио София. През същото време и композира. Тодор Хаджиев е автор на популярната за времето си оперета „Софиянци пред Букурещ“, на детската оперета „Позлатеното вретенце“, двата балета „Жиивотът на моряка“ и „Макова долина“, на песни за солист и пиано, на песни за еднороден и смесен хор, на маршове за духов оркестър и на пиеси за пиано.